# فیلترهای فرکانس رادیویی و مایکروویو
فیلترهای فرکانس رادیویی (RF) و مایکروویو، دسته‌ای از فیلترهای الکترونیکی را نشان می‌دهند که برای کار بر روی سیگنال‌هایی در محدوده فرکانس مگاهرتز تا گیگاهرتز (فرکانس متوسط تا فرکانس بسیار بالا) طراحی شدند. این محدوده فرکانس محدوده ای است که توسط اکثر پخش‌های رادیویی، تلویزیونی، ارتباطات بی‌سیم (تلفن‌های همراه، وای فای و غیره) استفاده می‌شود و بنابراین اکثر دستگاه‌های RF و مایکروویو شامل نوعی فیلترگذاری بر روی سیگنال‌های ارسالی یا دریافتی می‌شوند. چنین فیلترها معمولاً به عنوان بلوک‌های ساختمان برای دوسویه‌سازها و دیپلکسرها استفاده می‌شوند تا چندین باند فرکانسی را ترکیب یا جداسازی کنند.

## کارایی‌های فیلتر
برای فیلتر چهار عملکرد کلی مطلوب است:
- فیلتر میان گذر: انتخاب فقط یک باند فرکانس دلخواه.
- فیلتر میان ناگذر: یک باند فرکانس نامطلوب را حذف می‌کند.
- فیلتر پایین گذر: فقط به فرکانس‌های زیر فرکانس قطع اجازه عبور می‌دهد.
- فیلتر بالا گذر: فقط به فرکانس‌های بالاتر از فرکانس قطع اجازه عبور می‌دهد.

## فن آوری‌های فیلتر
به‌طور کلی، اکثر فیلترهای RF و مایکروویو معمولا از یک یا چند تشدیدگر کوپل شده تشکیل شده‌اند، بنابراین از هر فناوری که می‌توان برای ساخت تشدیدگرها استفاده کرد، می‌توان برای ساخت فیلترها نیز استفاده کرد.
به‌طور کلی در انتخاب فیلتر مناسب، ضریب کیفیت بدون بار تشدیدگرهای مورد استفاده، تعیین‌کننده هستند. کتاب ماتایی، یانگ و جونز ارجاع خوبی به طراحی و اجرای فیلترهای RF و مایکروویو ارائه می‌دهد. تئوری فیلتر تعمیم یافته با فرکانس‌های تشدید و ضرایب اتصال تشدیدگرهای جفت شده در یک فیلتر مایکروویو عمل می‌کند.

### فیلترهای اجزای-محدود ال‌سی
ساده‌ترین ساختار تشدید کننده ای که می‌توان در فیلترهای RF و مایکروویو استفاده کرد، مدار تانک LC متشکل از سلف‌ها و خازن‌های موازی یا سری است. این‌ها مزیتی دارند که بسیار فشرده هستند، اما ضریب کیفیت پایین تشدید کننده‌ها منجر به عملکرد نسبتاً ضعیف می‌شود.
فیلترهای اجزای محدود LC دارای محدوده فرکانس بالا و پایین هستند. از آنجایی که فرکانس بسیار پایین می‌شود، اندازه سلف‌های مورد استفاده در مدار مخزن در محدوده پایین کیلوهرتز تا هرتز بسیار بزرگ می‌شود. فیلترهای فرکانس بسیار پایین، اغلب با کریستال برای غلبه بر این مشکل طراحی می‌شوند. با افزایش فرکانس به محدوده ۶۰۰ مگاهرتز و بالاتر، سلف‌های مدار مخزن آنقدر کوچک می‌شوند که کاربردی نباشند. از آنجایی که راکتانس الکتریکی یک سلف با یک اندوکتانس معین به صورت خطی با توجه به فرکانس افزایش می‌یابد، در فرکانس‌های بالاتر، برای رسیدن به همان راکتانس، ممکن است به اندوکتانس بسیار کم نیاز باشد.

### فیلترهای مسطح
خطوط انتقال مسطح مانند میکرواستریپ، موجبر همسطح و خط نواری می‌توانند تشدیدگرها و فیلترهای خوبی بسازند و از نظر اندازه و عملکرد نسبت به فیلترهای المان توده ای سازش بهتری ارائه دهند. فرآیندهای مورد استفاده برای ساخت مدارهای میکرواستریپ بسیار شبیه به فرآیندهای مورد استفاده در ساخت بردهای مدار چاپی است و این فیلترها این مزیت را دارند که تا حد زیادی مسطح هستند.
فیلترهای مسطح دقیق با استفاده از فرایند لایه نازک تولید می‌شوند. فاکتورهای Q بالاتر را می‌توان با استفاده از مواد دی الکتریک مماس کم تلفات برای زیرلایه مانند کوارتز یا یاقوت کبود و فلزات با مقاومت پایین‌تر مانند طلا به دست آورد.

### فیلترهای هم‌محور
خطوط انتقال هم‌محور، ضریب کیفیت بالاتری نسبت به خطوط انتقال مسطح ارائه می‌دهند. بنابراین هنگامی که عملکرد بالاتر مورد نیاز است استفاده می‌شود. تشدید کننده‌های هم محور ممکن است از مواد ثابت دی الکتریک بالا برای کاهش اندازه کلی خود استفاده کنند.

### فیلترهایکاواکی
هنوز به‌طور گسترده در محدوده فرکانس ۴۰ مگاهرتز تا ۹۶۰ مگاهرتز استفاده می‌شود، فیلترهای کاواکی که به خوبی ساخته شده‌اند، حتی تحت بارهای توان حداقل یک مگاوات، گزینه مناسبی برای انتخاب هستند. ضریب کیفیت Q بالاتر و همچنین افزایش پایداری عملکرد در فرکانس‌های با فاصله (تا ۷۵ کیلوهرتز) را می‌توان با افزایش حجم داخلی حفره‌های فیلتر به دست آورد.
طول فیزیکی فیلترهای کاواکی مرسوم، می‌تواند از بالای ۲۰۵ سانتی‌متر در محدوده ۴۰ مگاهرتز، تا زیر ۲۷٫۵ سانتی‌متر در محدوده ۹۰۰ مگاهرتز متفاوت باشد.
در محدوده مایکروویو (۱۰۰۰مگاهرتز و بالاتر)، فیلترهای کاواکی از نظر اندازه و ضریب کیفیت که به‌طور قابل توجه ای بالاتر است، کاربردی تر از تشدیدکننده‌ها و فیلترهای عنصر توده ای می‌شوند.

### فیلترهای دی‌الکتریک

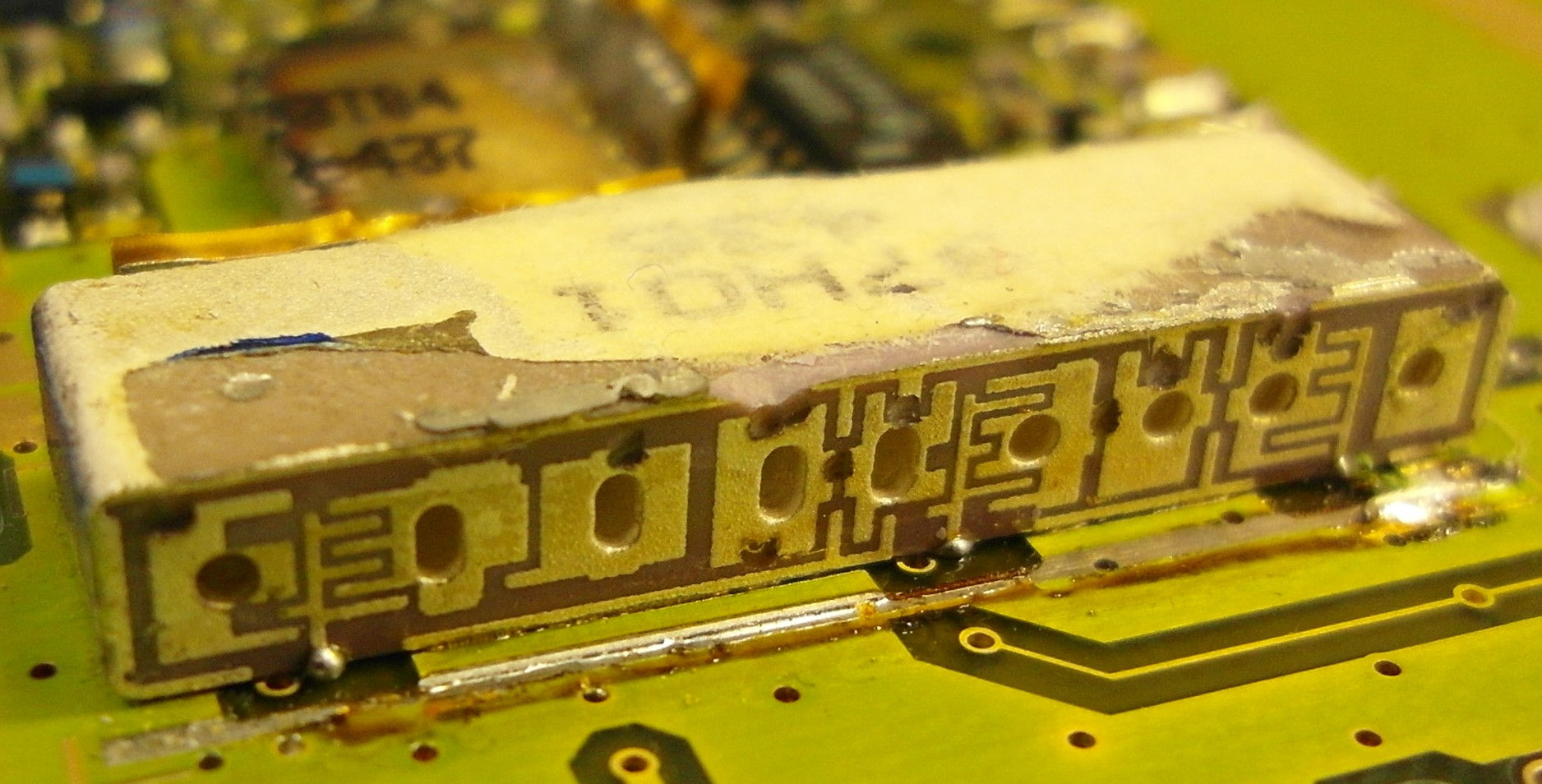
یک فیلتر دی الکتریک RF از یک تلفن همراه موتورولا ۱۹۹۴

از کیسه‌های ساخته شده از مواد دی‌الکتریک مختلف نیز می‌توان برای ساخت تشدیدکننده‌ها استفاده کرد. مانند تشدید کننده‌های هم محور، ممکن است از مواد ثابت دی الکتریک بالا برای کاهش اندازه کلی فیلتر استفاده شود. با مواد دی الکتریک کم تلفات، اینها می‌توانند عملکرد بسیار بالاتری نسبت به سایر فناوری‌هایی که قبلاً مورد بحث قرار گرفت، ارائه دهند.

### فیلترهای الکتروآکوستیک
تشدید کننده‌های الکتروآکوستیک مبتنی بر مواد پیزوالکتریک را می‌توان برای فیلترها استفاده کرد. از آنجایی که طول موج صوتی در یک فرکانس معین چندین مرتبه کوتاهتر از طول موج الکتریکی است، تشدید کننده‌های الکتروآکوستیک معمولاً از نظر اندازه و وزن کوچکتر از همتایان الکترومغناطیسی مانند تشدید کننده‌های کاواکی هستند.
یک نمونه رایج از تشدید کنندهٔ الکتروآکوستیک، تشدید کننده کوارتز است که در اصل برشی از کریستال کوارتز پیزوالکتریک است که توسط یک جفت الکترود بسته شده‌است. این فناوری به چند ده مگاهرتز محدود شده‌است. برای فرکانس‌های مایکروویو، معمولاً بیش از ۱۰۰ مگاهرتز، اکثر فیلترها از فناوری‌های لایه نازک مانند امواج سطحی آکوستیک (SAW) و تشدیدگر آکوستیکی حجیم با پوسته-نازک استفاده می‌کنند.

### فیلتر موجبری
فیلتر آهن وافل یک نمونه است.

### فیلترهای مبتنی‌بر تونل‌زنی انرژی
اینها مدل جدید فیلترهای مایکروویو با قابلیت تنظیم بالا هستند. این نوع خاص از فیلترها را می‌توان بر روی موجبرها، SIW یا بر روی فناوری PCB ارزان قیمت اجرا کرد و می‌توان با کمک سوئیچ‌هایی که در موقعیت‌های مناسب قرار داده شده‌اند، برای دستیابی به محدوده تنظیم گسترده، روی هر فرکانس پایین‌تر یا بالاتر تنظیم کرد.